# Cristoforo Giacobazzi
Cristoforo Giacobazzi (auch Giacobacci, Jacovazzi, Jacovacci, Iacobatius, Jacobazio, Jacobatii) (* in Rom; † 7. Oktober 1540 in Perugia) war ein Kardinal der Römischen Kirche.

## Leben
Cristoforo Giacobazzi wurde im März 1523 zum Bischof von Cassano allo Ionio ernannt, nachdem sein Onkel Domenico Giacobazzi diesen Bischofssitz zu seinen Gunsten aufgegeben hatte. Die Bischofsweihe spendete ihm am 26. Dezember 1530 der Bischof von Cervia, Octavio de Cesi; Mitkonsekratoren waren Giovanni de Rosa, Bischof von Scardona (heute Skradin), und Corrado Cerbaria, Bischof von Anagni. Giacobazzi wurde 1534 Datarius in Rom, ein Jahr später berief man ihn in eine Reformkommission, welche die römische Kurie erneuern sollte. Im Konsistorium vom 22. Dezember 1536 kreierte Papst Paul III. Cristoforo Giacobazzi zum Kardinal und ernannte ihn im Januar 1537 zum Kardinalpriester mit der Titelkirche Sant’Anastasia. Im September desselben Jahres wechselte er zu Sant’Eustachio, diese Titeldiakonie wurde pro hac vice zur Titelkirche erhoben.
Er starb in Perugia, wo er Legat war, und wurde dort beigesetzt.